# 訃報 1973年7月
訃報 1973年7月（ふほう 1973ねん7がつ）では、1973年（昭和48年）7月中に物故した、又は物故が報じられた人物についてまとめる。

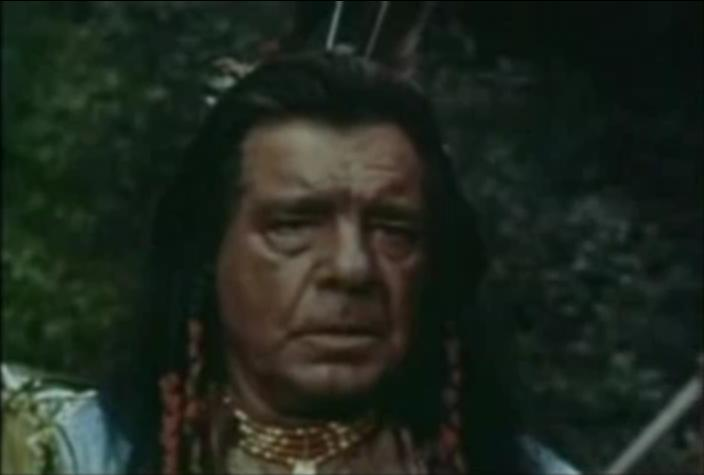
ロン・チェイニー・ジュニア / 7月12日没

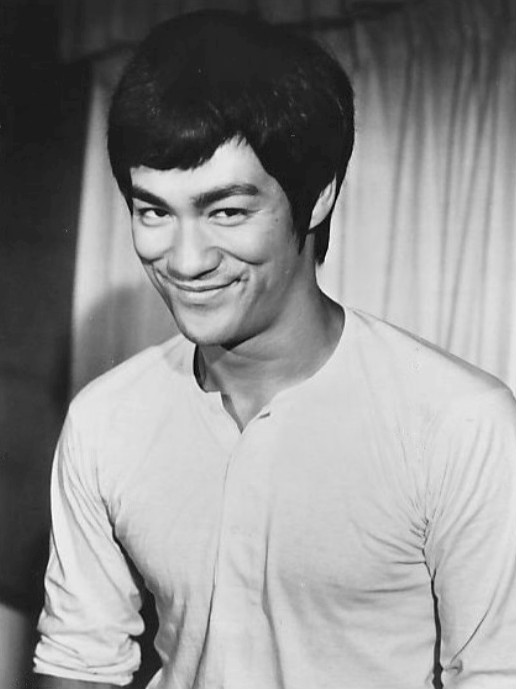
ブルース・リー / 7月20日没

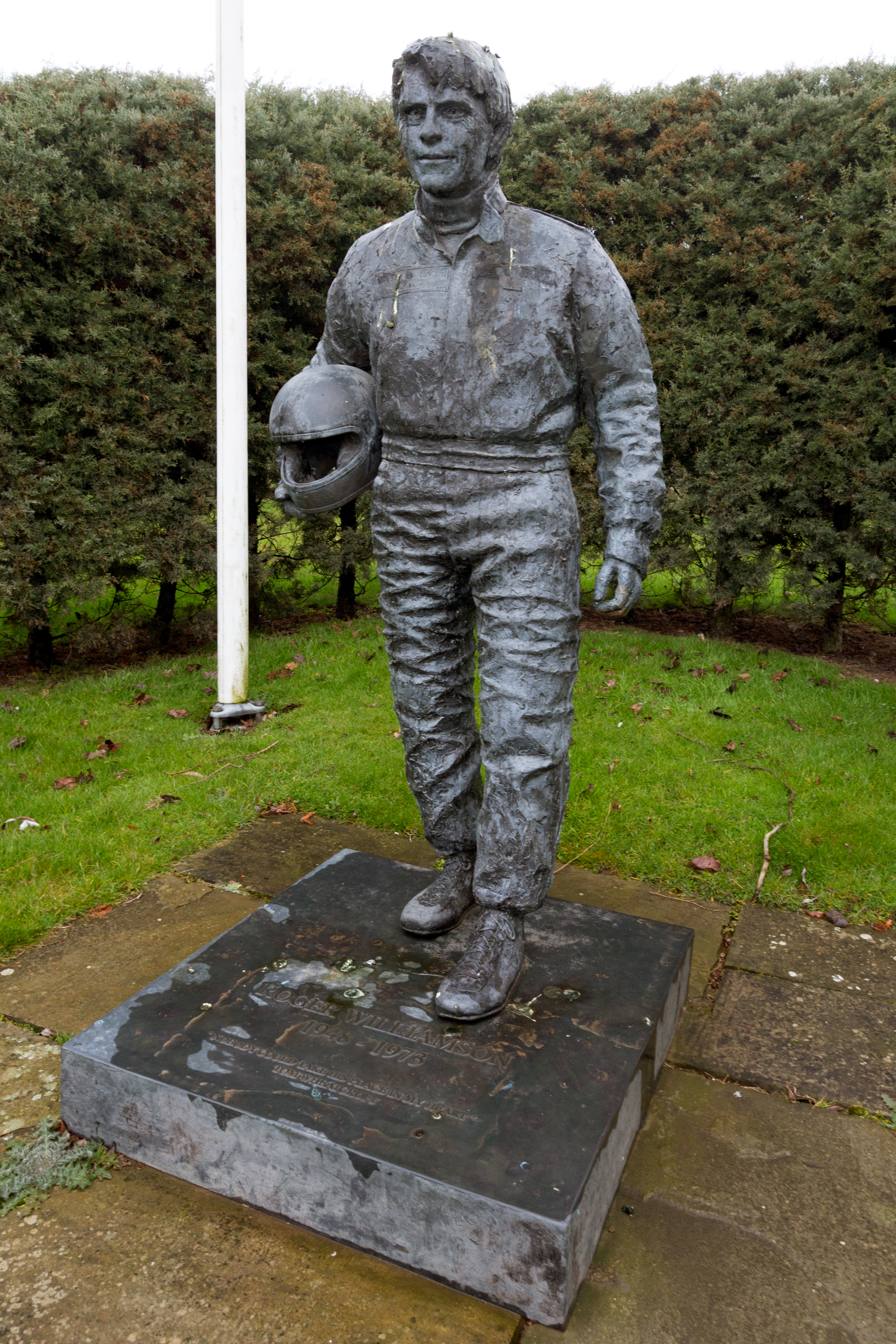
ロジャー・ウィリアムソン / 7月29日没

## （1日 - 15日）
- 7月2日 - チック・ヘイフィー、メジャーリーガー（* 1903年）
- 7月3日 - カレル・アンチェル、指揮者（* 1908年）
- 7月6日 - オットー・クレンペラー、指揮者・作曲家（* 1885年）
- 7月7日 - マックス・ホルクハイマー、哲学者・社会学者（* 1895年）
- 7月7日 - ヴェロニカ・レイク、女優（* 1919年）
- 7月11日 - ロバート・ライアン、俳優（* 1909年）
- 7月11日 - 3代目三遊亭小圓朝、落語家（* 1892年）
- 7月11日 - 吉屋信子、小説家（* 1896年）
- 7月12日 - アレクサンドル・モソロフ、作曲家（* 1900年）
- 7月12日 - ロン・チェイニー・ジュニア、俳優（* 1906年）
- 7月14日 - 田原春次、政治家・部落解放運動家（* 1900年）

## （16日 - 31日）
- 7月16日 - 石井照久、法学者（* 1906年）
- 7月17日 - 松野一夫、洋画家・挿絵画家（* 1895年）
- 7月18日 - 三島雅夫、俳優（* 1906年）
- 7月20日 - ブルース・リー、武道家・截拳道創始者・俳優（* 1940年）
- 7月20日 - ロバート・スミッソン、現代美術家（* 1938年）
- 7月20日 - 中村歌昇 (2代目)、歌舞伎役者（* 1925年）
- 7月20日 - 安騎東野、医学者・随筆家（* 1896年）
- 7月23日 - デービッド・M・S・ワトソン、生物学者（* 1886年）
- 7月23日 - 赤木蘭子、女優（* 1914年）
- 7月24日 - 益田兼利、陸軍軍人（* 1913年）
- 7月24日 - 尾形六郎兵衛、漁業家・政治家（* 1901年）
- 7月25日 - 田中楢一、内務官僚（* 1903年）
- 7月25日 - 正田文右衛門 (6代)、実業家・醤油醸造家（* 1890年）
- 7月28日 - 山根徳太郎、考古学者（* 1889年）
- 7月29日 - ロジャー・ウィリアムソン、F1ドライバー（* 1948年）
- 7月30日 - 唐橋在知、神職・華族（* 1887年）
- 7月31日 - 東富士欽壹、元大相撲力士【第40代横綱】、プロレスラー（* 1921年）